# Manolito Gafotas
|  | Per a altres significats, vegeu «Manolito Gafotas (pel·lícula)». |

El personatge de Manolito Gafotas pertany a una sèrie de novel·les escrites per l'autora espanyola Elvira Lindo, en les quals es narra la història d'un nen i la seva família en el barri madrileny de Carabanchel Alt i que destaca per la caracterització d'uns personatges que són tòpics de la societat espanyola. Descriuen la vida d'un grup de persones d'un barri normal, sense gaire luxes. L'èxit obtingut amb aquests llibres ha estat increïble quant al seu volum de vendes. També s'han fet diverses pel·lícules basades en els llibres i una sèrie de televisió.
Casada amb el també escriptor Antonio Muñoz Molina, Elvira Lindo és considerada i reconeguda com una de les escriptores més importants del moment.

## Títols
- Manolito Gafotas (1994)
- Pobre Manolito (1995)
- ¡Cómo molo!: (otra de Manolito Gafotas) (1996)
- Los trapos sucios de Manolito Gafotas (1997)
- Manolito on the road (1998)
- Yo y el Imbécil (1999)
- Manolito tiene un secreto (2002)
- Manolo el guapo (2017)
- Manolito cani (2024)